# 国鉄413系・717系電車
413系・717系電車（413けい・717けいでんしゃ）は、日本国有鉄道（国鉄）が設計し、1986年（昭和61年）に登場した近郊形電車である。
国鉄分割民営化後も西日本旅客鉄道（JR西日本）・東日本旅客鉄道（JR東日本）・九州旅客鉄道（JR九州）により改造が続けられた。
老朽化・陳腐化した交流直流両用の451・453・471・473・475・457系急行形電車の電装品・冷房装置・台車などを再用して車体を新造した近郊形電車である。
北陸本線（金沢・富山地区）向けのため種車同様の交直流両用車とした413系電車、東北本線・常磐線（仙台地区）および鹿児島本線・日豊本線（熊本・鹿児島・宮崎・大分地区）向けのため交流専用にした717系電車の2系列がある。

## 概要
1980年代に差しかかり、分割民営化を控えていた末期の国鉄は、多額の債務を抱える赤字経営に加えてサービス水準の低さから社会的な非難が大きく、利用者の視点に立った輸送サービスの改善が強く望まれていた。一方、この頃までの金沢・富山や仙台など交流電化区間の地方都市圏輸送には、機関車が牽引する客車列車や、急行列車が削減され余剰となった457系をはじめとする急行形電車が用いられていた。この輸送体系は比較的長編成の列車を少ない運転本数で行う形態であり、これは当時の都市近郊輸送としての乗客のニーズと合致していない状況であった。
これに対して国鉄では1984年（昭和59年）から1985年（昭和60年）にかけて地方中核都市圏のダイヤ改正を実施。いわゆる”シティ電車”と呼ばれた、列車短編成化によりフリークエンシーを向上し、また、定時隔のダイヤであるパターンダイヤを採用し、全電車化によるスピードアップなどの輸送改善を行った。これらの「汽車から電車へ」とも言える改善策は功を奏し、減少傾向にあった乗客数が増加に転じる結果となり、ダイヤ面での改善は成功を収めた。
しかし、運行車両設備面ではラッシュ時における円滑な乗降に問題が残ったことから、新たな近郊形車両の投入が望まれた。
- 列車短編成化と客車列車淘汰を目的に419系・715系が投入されたが、寝台・座席兼用特急形電車の581系・583系から改造されたことから、乗降口は改造前と同じ700 mmの折戸形式で1人が乗降するだけの幅しか持っておらず、以前から投入されていた急行形電車もデッキ付き・両端片開き2扉のため、ラッシュ輸送に適した車両ではなかった。

上述ニーズに対応すべく、1,300 mm幅両開きドアを片側2か所に設置し、デッキなしとした417系・713系が一部で新製投入されていたが、国鉄は財政悪化に伴う歳出抑制に迫られており、417系は3両編成×5本の15両、713系は2両編成×4本の8両、総計23両が新造されるに留まった。
そこで国鉄では分割民営化後も継承各社による増備も視野に入れ、1986年からコスト低減をした上で輸送改善を図るため老朽化した急行形電車の劣化・陳腐化が著しい車体から新製した近郊形への車体更新改造を開始した。

## 主な改造内容
新製車体は既に地方都市圏向けに製造されていた417系・713系と設計思想を同一とする以下の構造である。
- 客用扉は1,300 mm幅[注 2]ステップ付両開扉を片側2ヶ所に設置し、デッキを省略。
- 戸袋部分のガラスは熱線吸収ガラスとしカーテンを省略。
- 座席は客用扉付近は他系列の廃車発生品を改造したロングシート[注 3]で、他は種車の窓側肘掛を撤去した上で流用するボックスシートとしたセミクロスシート配置[注 4]である。
- 荷棚も種車から再用しているためロングシート部のつり手の取付方法が従来の近郊形と異なる。
- 運転室は415系500番台を基本とした貫通形高運転台構造だが客室との仕切窓を大型化。
- 戸閉回路は417系同様に編成中の任意運転台から操作が可能な自動・半自動切替式。
- 台車中心間距離は717系200番台・900番台を除き、先頭車も含めて417系同様の13,800 mm。
- 床厚さを種車の70 mmから25 mm薄い45 mmとした結果、床面高さも種車のレール面上1,225 mmから713系同様の1,200 mmに変更
- 九州地区向け717系200・900番台を除き寒冷地向きとした以下の対策を施工。
  - ロングシート客用扉寄にアクリル防風板が付いた袖仕切りを設置。
  - Mc車・M'車の1・4位側に115系（1000番台）と同じ主電動機冷却風を取り入れる簡易形雪切室[注 5]を設置。

一方でコスト低減の観点から、機器類は種車からCS15系主制御装置などの電気部品やDT32・TR69系台車など再用のほか、検修予備部品や他系列の廃車発生品を流用する反面、一部部品は新品を使用するなど省力化も図られた。
- 主変圧器は、413系及び717系0・100番台では絶縁油に毒性の強いPCB（ポリ塩化ビフェニル）を使用するTM14形主変圧器が搭載されていたため、改造時にシリコーン油を使用するTM20形への交換が施工され、商用電源周波数50 / 60 Hz両用車となった。
- 3両編成を組成する413系及び717系0・100番台では、本系列化時に種車での電動発電機（MG）が制御電動車（Mc）搭載補助電源用20 kVAと制御車（Tc）搭載冷房電源用110 kVAの分散方式から、制御車搭載MG1基への集約化が実施された。
- 電動車ユニットの種車が451・471系の場合は、性能統一の観点から主電動機を定格出力100 kWのMT46形から、定格出力120 kWのMT54形への交換も同時施工した。
  - ただし、1988年（昭和63年）2月改造のクモハ413・モハ412-8は、部品需給の都合からMT46形搭載で落成し、1991年（平成3年）7月30日に金沢総合車両所松任本所(以下、松任工場)でMT54形への交換を施工[1]。

また、サービス向上の観点から、冷房装置ならびに車体側面にサボ受けだけでなく電動式行先表示器を搭載した。
- 冷房装置はベースとなった417系では準備工事で落成。後に全車AU75形集中式冷房装置を搭載したが、本系列は九州地区向け717系200・900番台を除き廃車発生品のAU13E形分散式冷房装置・AU72形集中式冷房装置の再利用により冷房車で落成した。ただし前者は急行形時代から1基増設の6基とし、能力増大を実施。後者は室内側のダクトを一体化した平天井構造に変更された。
- 側面行先表示器を落成時から搭載したのは仙台地区向け717系0・100番台のみで[注 6]、他地区向けはクモハ717・716-207[注 7]を除き準備工事とされた。

結果としてラッシュ時の乗降性を高め、当該区間の近郊輸送に対する改善が図られた。

## 形式および番台区分

### 413系
北陸地区向け交直流両用車で、改造施工は全車松任工場。国鉄時代の落成車も含み、分割民営化後はJR西日本が承継し、配置もあいの風とやま鉄道へ譲渡された車両を除き、現在に至るまで金沢運転所（→現・金沢総合車両所）である。
直江津方からクモハ413形 (Mc) - モハ412形 (M') - クハ412形 もしくはクハ455形700番台(Tc) の3両編成が組成される。当初は金沢配置の471・473系全車ならびに近郊化改造対象外となった457・475系に施工予定であったが、クハ455形700番台2両を含む3両編成×11本が竣工したところで計画中止となり、最終的に31両のグループとなった。
車体更新時に制御回路引通線はKE96形ジャンパ連結器1基とされたが、他系列との併結用に先頭車前位にKE76形2基も装備するため、415系800番台・471系・475系などと編成単位での併結は可能である。
塗装は落成当初は赤2号にクリーム10号の帯を入れた塗装とされたが、分割民営化後にオイスターホワイトにライトコバルトブルーの帯を入れた通称「北陸色」に順次変更された。その後、2012年（平成24年）1月からは経費節減の見地から青色一色への塗装変更を実施。B03・04・08 - 10の5編成に施工された。
北陸新幹線開業に伴うダイヤ改正では、在来線経営分離で金沢 - 直江津間が第三セクター化されたことから、5編成があいの風とやま鉄道へ譲渡され、JR西日本に残存する編成は七尾線を中心に運用されることになった。このため2015年4月のB04編成を皮切に415系800番台と同じ輪島塗をイメージした赤色一色への塗装変更を実施。2017年8月29日に出場したB09編成への施工で完了した。
クモハ413形
1 - 10・101の11両が登場。
主制御器・第二断流器箱・主抵抗器等の主回路機器と電動空気圧縮機（CP）を搭載する直江津方制御電動車で定員は118（座席65）名。
モハ412形
1 - 10・101の11両が登場。
パンタグラフや空気遮断器などの特高圧機器・主変圧器・主整流器・交直切替関連機器・第一断流器箱・蓄電池を搭載する中間電動車で定員は132（座席72）名。
McM'ユニットは0番台が471系を、101が473系を種車とする番台区分である。
クハ412形
1 - 3・5 - 10の9両が登場。
トイレ・水タンク・汚物処理装置を搭載する米原方制御車で定員は116（座席65）名。
トイレは種車の汚物処理装置を再用したため近郊形では初めて4位側（東海道本線基準で海側）へ設置された。
3・8はサハ451形が、その他はクハ451形が種車である。
本系列では編成を組成するMcM'ユニットと本形式の車両番号を揃えたことから、下記のクハ455形700番台と組成される4・101では欠番となり存在しない。
| クモハ413-101 |  | モハ412-3 |  | クハ412-3 |
| クモハ413-101 |  | モハ412-3 |  | クハ412-3 |

#### クハ455形700番台
クハ455形700番台は本系列と編成を組む455系の制御車、701・702の2両が登場。サハ455形0番台が先頭車化改造を受け登場した。

### 717系0・100番台
仙台地区向けの交流専用車両である。クモハ717形 (Mc) - モハ716形 (M') - クハ716形 (Tc) の3両編成を10本、計30両の改造更新が施工され、仙台運転所（→仙台電車区→現・仙台車両センター）に配置された。分割民営化後は全車JR東日本が承継した。この改造は郡山工場（現・郡山総合車両センター）・土崎工場（現・秋田総合車両センター）・小倉工場（現・小倉総合車両センター）で行われた。
改造内容は交流専用とした以外は車体構造ならびに定員ともに413系と共通である。制御回路引通も更新時にKE96形ジャンパ連結器1基装備とされたが、先頭車前位に従来車との併結用KE76形2基も装備。このため451・453・455・457系と編成単位での併結運用が可能で実績がある。
塗装は当初からクリーム10号の地色に緑14号帯である。
クモハ717-1 - 5・101 - 105
モハ716-1 - 5・101 - 105
0番台は種車が451系。
100番台は種車が453系で0番台とは主抵抗器ならびに転換器箱が異なる。
クハ716-1 - 10
種車はクハ451形のみ。100番台と編成組成する車両も0番台の続番とした。

### 717系200・900番台
九州地区向けの交流専用車両で分割民営化後はJR九州が承継。改造は小倉工場ならびに鹿児島車両所（現・鹿児島車両センター）で施工された。200番台は暖地向けで713系をベースとした車体更新車。900番台は種車の車体中央部に両開きドアを新設した片側3扉構造である。
当時の輸送実績から3両編成では過剰気味であったことから、組成はクモハ717形 (Mc) +クモハ716形 (Mc') の電動車ユニットのみの2両編成とされた。この200番台では、種車時代に編成を組成していたクハ455形は改造と同時に廃車された。
組成が2両編成であることや、寒冷地対策の省略、種車が457・475系によることの差異などの他にも、0・100番台や413系とは以下の相違点がある。
- 雪切室は装備せず主電動機用冷却風は各車とも後位戸袋上部より採風する方式
- 台車中心間距離も713系同様の14,000 mm
- 種車の関係から抑速ブレーキを搭載
- 2形式とも床下に冷房電源用MG搭載スペースがないため主変圧器3次巻線からの電力供給とし対応するAU710形集中式冷房装置を搭載
- トイレはクモハ717形に設置
- 引通線は457・475系などとの併結運用を考慮したためジャンパ連結器は種車同様のKE76形3基装備
- 200番台はタイフォンを前照灯横から床下設置に変更
- 塗装はクリーム10号の地色に青23号の帯が入った九州標準色

クモハ717・716-201 - 207・901
200番台は475系が種車のグループ。分割民営化後に改造された205 - は戸袋窓の廃止やクロスシート設置数の減少など差異がある。
901ユニットは1994年に日豊本線鹿児島地区の列車遅延改善のため457系の電動車ユニットを改造した区分で、種車の中間電動車（モハ456形）に運転台を接合しクモハ716-901とした。この運転台はクハ455-601からの廃車流用品である。
| 717系200番台HK204編成国鉄時代改造車戸袋窓有    |  | 717系200番台HK206編成JR化後改造車戸袋窓無    |  | 717系900番台HK901編成457系改造車変則3扉    |
| 717系200番台 HK204編成 国鉄時代改造車 戸袋窓有 |  | 717系200番台 HK206編成 JR化後改造車 戸袋窓無 |  | 717系900番台 HK901編成 457系改造車 変則3扉 |

## 改造工事

### 413系の改造工事
当初から準備工事だった先頭車の列車種別表示器はHゴムを廃して溶接仕上げとしたほか、通風器撤去が全車に施工された。
2008年から2010年にかけて、EB・TE装置の取り付けおよび運転状況記録装置の搭載が金沢総合車両所で行われた。
2014年度からは後述の譲渡と関連し、B01 - 03・07 - 10編成は松任工場で以下の延命体質改善工事が施工された。
- 中間車・先頭車間連結部に転落防止幌を設置
- 台車更新（DT32B→WDT32/TR69H→WTR69）[注 14]
- 床材・吊革・手すりの交換

## 運用

### 東北地区
東北地区の717系は抑速ブレーキを搭載しないため、仙台を中心としながらも主に常磐線いわき - 岩沼間ならびに東北本線白石 - 利府間の普通列車で運用された。
- 東北本線では福島 - 小牛田間での運用実績がある[注 15]。

保安装置については2001年から仙台地区で運用が開始されたATS-Psに対応するため搭載工事を施工。しかしATS-P搭載は対応しなかったことから、運用はいわき以北に限定された。その後、2007年3月のダイヤ改正で415系ならびにE721系が導入され、運用は原ノ町以北に縮小した。
2006年から検査期限切れの編成で廃車が始まり、2007年11月10日には定期運用が終了。2008年までに全車廃車となった。

### 北陸地区
北陸地区の413系は北陸本線米原 - 直江津間、富山港線富山 - 岩瀬浜間および湖西線近江今津 - 近江塩津間で運用されたが、新快速の敦賀駅乗り入れや富山港線の廃止により2006年以降は滋賀県内乗り入れおよび富山港線、2010年以降は521系追加投入により金沢駅 - 小松駅間の系統を除いて定期運用が終了した。また七尾線が直流電化された1991年（平成3年）9月1日以降は、予備車が少ない415系800番台の代走運用に充当された。
5編成があいの風とやま鉄道へ譲渡された2015年3月14日ダイヤ改正以降、B04 - 06・08・09・11の6編成がIRいしかわ鉄道経由の七尾線運用へ415系800番台の一部(C01編成・C04編成)を置換える形で定期充当となったことにより、北陸本線での運用は金沢駅 - 松任駅・小松駅間でそれぞれ1往復のみとなった。
2020年（令和2年）10月以降、本系列及び415系800番台の代替を目的として521系100番台が投入され、2021年（令和3年）3月13日のダイヤ改正で全ての運用が置換えられた。これに伴い、本系列は415系800番台と共にダイヤ改正前日の3月12日をもって運用を終了した。

### 九州地区
九州地区の717系は当初は大分電車区（現・大分車両センター）ならびに鹿児島車両所に配置され日豊本線を中心とする東・南九州地区で運用され、2003年以降は鹿児島集中配置となった。
- ただし900番台のみ2004年から2007年にかけて熊本運輸センター（現・熊本車両センター）に配置され、熊本 - 八代間でワンマン運転にも充当された。

日豊本線での運用は2009年3月までは杵築以南、同年9月までは大分以南とされていたが、同年10月1日から佐伯 - 延岡間の普通列車定期運用を大分車両センター所属キハ220形気動車単行運転に置換を実施。運用区間が延岡以南ならびに鹿児島本線川内 - 鹿児島と短縮されたことも含め余剰となったHK206・901の2編成が定期運用を離脱した。
- 全編成とも車内収受式ワンマン運転対応改造を施工されていたが、大分地区ではワンマン運転非対応のため車掌が乗務した。

運用離脱した2編成は鹿児島総合車両所に留置されたが、同年12月13日から14日にかけて小倉工場へ廃車回送された。
817系の増備により、2012年3月改正でHK203・204編成を除き運用離脱、運用区間も国分 - 鹿児島中央に短縮され、2013年3月改正で定期運用から離脱した。2013年度中にHK201・202・205・207の4編成が廃車となり、2014年7月14日には鹿児島車両センターに最後まで留置されていたHK203・204編成が小倉総合車両センターへ回送。2編成とも同年8月30日から9月18日にかけて廃車され廃系列となった。

## 他社譲渡車
JR西日本の413系があいの風とやま鉄道とえちごトキめき鉄道にそれぞれ譲渡されている。

### あいの風とやま鉄道
2015年3月14日の北陸新幹線金沢延伸開業と同日付で413系もB01 - 03・07・10の5編成計15両が、車両番号はそのままで編成番号のみAM01 - 05と変更し、富山県区間を管轄するあいの風とやま鉄道へ譲渡された。これは金沢以東の特急列車が基本的に廃止となるため二次輸送不足が懸念されること、JR側余剰車の再活用並びに各三セク会社の初期費用軽減を考慮したものである。
2024年3月16日現在、富山6時35分→黒部7時5分、黒部7時15分→高岡8時12分、高岡8時20分→富山8時39分の3列車で運用されている。（高岡 - 黒部の合計1往復のみ）
移管当初はえちごトキめき鉄道日本海ひすいライン・IRいしかわ鉄道線に乗り入れていた。えちごトキめき鉄道日本海ひすいラインの市振 - 糸魚川間、あいの風とやま鉄道の泊 - 市振間への乗り入れは2018年3月16日のダイヤ改正で、IRいしかわ鉄道線の金沢 - 倶利伽羅間、あいの風とやま鉄道の倶利伽羅 - 高岡間、黒部 - 泊間への乗り入れは2023年3月17日のダイヤ改正で終了した。
2016年にはイベント用としてAM03編成（旧B03編成）が、JR西日本の松任工場で車体塗装の変更と車内簡易改造を行い、「とやま絵巻」として落成した。また2018年12月20日付でAM01編成（旧B01編成）が、約1億5,000万円をかけて料理や地酒を提供する観光列車「一万三千尺物語」に改造され、2019年4月より土日祝日を中心に運行を始めた。
なお、あいの風とやま鉄道では521系の新製・追加投入により2018年（平成30年）から2022年度にかけ本系列を順次置換える計画であり、2021年5月5日に運行されたイベント列車「ありがとう413系」 6両編成での運行を最後にAM04編成（旧B07編成）が廃車、2022年5月4・5日に運行されたイベント列車「ありがとう413系【新北陸色】ラストランツアー」での運行を最後にAM02編成（旧B02編成）が廃車となっている。最近では、2024年6月1日に運行されたイベント列車「ありがとう413系【北陸地域色】ラストランツアー」での運行を最後にAM05編成（旧B10編成）が廃車となっている。現在は観光列車のAM01編成を除いてAM03編成「とやま絵巻」しか存在しておらず、先述の運用はAM03編成「とやま絵巻」が担当している。
車両の全般検査と重要部検査はJR西日本の松任工場で実施されていたが、2024年に閉鎖されることとなったため、2023年8月31日にAM03編成「とやま絵巻」を長電テクニカルサービス屋代車両検査場まで甲種輸送の上検査している。

### えちごトキめき鉄道
節全体の出典:

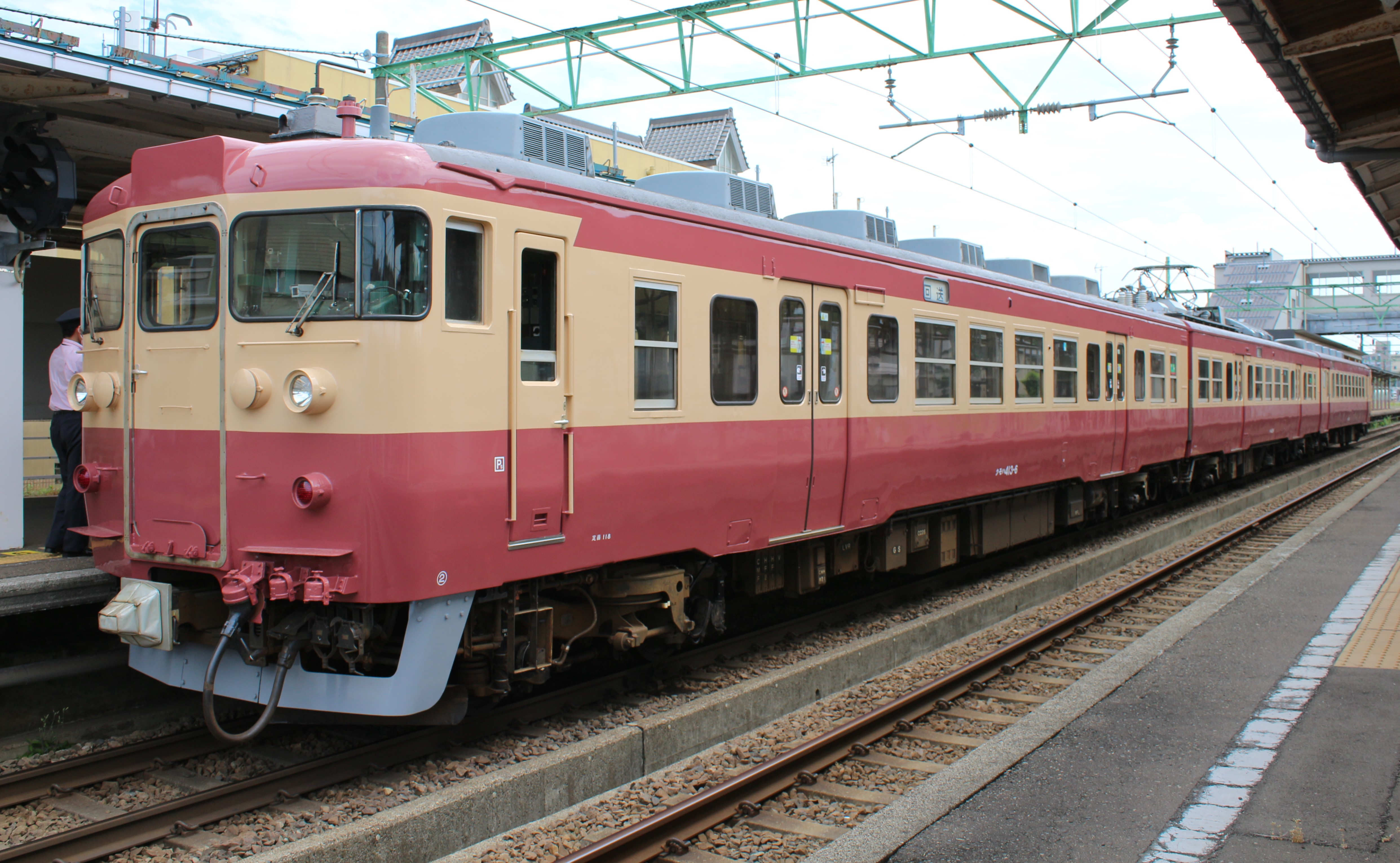
えちごトキめき鉄道譲渡後の413系

2021年（令和3年）3月1日にえちごトキめき鉄道社長の鳥塚亮は公式ブログにて、413系B06編成3両をJR西日本より購入したと発表した。さらに同月15日にはB04編成に組成されていたクハ455-701も追加で購入した。
往年の国鉄車両の雰囲気を楽しめるように、追加改造は車体塗色変更（赤色一色→交直流急行色）や一部座席へのテーブル設置、保安装置のATS-SWからATS-Psへの変更など、最小限に留められる。改造工事は松任工場にて施工され、同年4月9日に直江津駅へ向けて甲種輸送された。
実際の運用では、B06編成のクハ412-6とクハ455-701を交換した3両編成W01編成を組成する。編成から外されたクハ412-6は、営業運転開始に先駆けて直江津運転センターに新設された「直江津D51レールパーク」での保存展示を開始後もクハ455-701の予備車として車籍を有していたが、検査期限を迎える2023年度末（2024年3月31日付）で除籍となった。
同年6月16日より本線上での試運転を開始し、7月4日より日本海ひすいラインの急行列車や妙高はねうまラインの快速列車として運行している。
運行期間は検査期限となる2022年（令和4年）度までを予定していたが、2023年には編成を組む455系の重要部検査を行い、運用に復帰した。2024年1月上旬から413系の検査のため同年3月末まで運休予定であるほか、検査実施後は2027年度まで使用される予定である。

## 編成表

### 東北地区717系編成表
編成番号は電動車ユニットの車両番号と一致させたT-1 - 5・101 - 105である。
仙台車両センター717系0・100番台編成表
|          | ← 水戸・福島小牛田 → | ← 水戸・福島小牛田 → | ← 水戸・福島小牛田 → | 717系化改造         | 717系化改造                     |
| 編成番号 | クハ716              | モハ716              | クモハ717            | 施工工場            | 落成日                          |
| T-1      | 1                    | 1                    | 1                    | 郡山                | 1986.05.31                      |
| 種車     | クハ451-8            | モハ450-12           | クモハ451-12         | 郡山                | 1986.05.31                      |
| T-2      | 2                    | 2                    | 2                    | 土崎                | Tc：1986.05.27 McM'：1988.02.26 |
| 種車     | クハ451-4            | モハ450-4            | クモハ451-4          | 土崎                | Tc：1986.05.27 McM'：1988.02.26 |
| T-3      | 3                    | 3                    | 3                    | Tc：小倉 McM'：郡山 | Tc：1986.04.27 McM'：1986.12.15 |
| 種車     | クハ451-23           | モハ450-3            | クモハ451-3          | Tc：小倉 McM'：郡山 | Tc：1986.04.27 McM'：1986.12.15 |
| T-4      | 4                    | 4                    | 4                    | Tc：郡山 McM'：土崎 | Tc：1986.12.15 McM'：1987.03.12 |
| 種車     | クハ451-3            | モハ450-11           | クモハ451-11         | Tc：郡山 McM'：土崎 | Tc：1986.12.15 McM'：1987.03.12 |
| T-5      | 5                    | 5                    | 5                    | Tc：郡山 McM'：小倉 | Tc：1987.01.28 McM'：1987.03.27 |
| 種車     | クハ451-5            | モハ450-1            | クモハ451-1          | Tc：郡山 McM'：小倉 | Tc：1987.01.28 McM'：1987.03.27 |
| T-101    | 6                    | 101                  | 101                  | Tc：土崎 McM'：郡山 | Tc：1987.03.12 McM'：1986.04.27 |
| 種車     | クハ451-11           | モハ452-14           | クモハ453-14         | Tc：土崎 McM'：郡山 | Tc：1987.03.12 McM'：1986.04.27 |
| T-102    | 7                    | 102                  | 102                  | Tc：郡山 McM'：小倉 | Tc：1987.03.27 McM'：1987.01.28 |
| 種車     | クハ451-1            | モハ452-17           | クモハ453-17         | Tc：郡山 McM'：小倉 | Tc：1987.03.27 McM'：1987.01.28 |
| T-103    | 8                    | 103                  | 103                  | 郡山                | 1987.03.31                      |
| 種車     | クハ451-15           | モハ452-3            | クモハ453-3          | 郡山                | 1987.03.31                      |
| T-104    | 9                    | 104                  | 104                  | 郡山                | 1988.03.01                      |
| 種車     | クハ451-6            | モハ452-10           | クモハ453-10         | 郡山                | 1988.03.01                      |
| T-105    | 10                   | 105                  | 105                  | 郡山                | Tc：1988.04.28 McM'：1988.04.29 |
| 種車     | クハ451-19           | モハ452-7            | クモハ453-7          | 郡山                | Tc：1988.04.28 McM'：1988.04.29 |

### 北陸地区413系編成表（譲渡車含む）
- ■はあいの風とやま鉄道へ譲渡された編成。
- ■はあいの風とやま鉄道譲渡後「とやま絵巻」へ改造された編成。
- ■はあいの風とやま鉄道譲渡後「一万三千尺物語」へ改造された編成。
- ■はJR西日本金沢総合車両所所属の赤色塗装編成。
- ■はえちごトキめき鉄道へ譲渡された編成。

| 編成番号   | ← 金沢・妙高高原直江津・七尾 → | ← 金沢・妙高高原直江津・七尾 → | ← 金沢・妙高高原直江津・七尾 → | 松任工場改造                                             | JR西→あい鉄・トキ鉄 | 備考                                        |
| 編成番号   | クハ412                        | モハ412                        | クモハ413                      | 落成日                                                   | 譲渡日              | 備考                                        |
| B01 (AM01) | 1                              | 1                              | 1                              | 1986.03.03                                               | 2015.03.14          | 「一万三千尺物語」編成                      |
| 種車       | クハ451-37                     | モハ470-8                      | クモハ471-8                    | 1986.03.03                                               | 2015.03.14          | 「一万三千尺物語」編成                      |
| B02 (AM02) | 2                              | 2                              | 2                              | クハ412-2：1986.03.31 モハ412-2・クモハ413-2：1986.06.07 | 2015.03.14          | あいの風とやま鉄道所属 日付不明、廃車       |
| 種車       | クハ451-36                     | モハ470-5                      | クモハ471-5                    | クハ412-2：1986.03.31 モハ412-2・クモハ413-2：1986.06.07 | 2015.03.14          | あいの風とやま鉄道所属 日付不明、廃車       |
| B03 (AM03) | 3                              | 3                              | 3                              | 1986.07.30                                               | 2015.03.14          | 「とやま絵巻」編成                          |
| 種車       | サハ451-101                    | モハ470-10                     | クモハ471-10                   | 1986.07.30                                               | 2015.03.14          | 「とやま絵巻」編成                          |
| B05        | 5                              | 5                              | 5                              | 1986.12.28                                               | -                   | JR西日本の赤色編成 2023年7月11日付廃車      |
| 種車       | クハ451-32                     | モハ470-13                     | クモハ471-13                   | 1986.12.28                                               | -                   | JR西日本の赤色編成 2023年7月11日付廃車      |
| B06 (W01)  | 6                              | 6                              | 6                              | 1987.02.04                                               | 2021.03.01          | えちごトキめき鉄道W01編成                   |
| 種車       | クハ451-40                     | モハ470-6                      | クモハ471-6                    | 1987.02.04                                               | 2021.03.01          | えちごトキめき鉄道W01編成                   |
| B07 (AM04) | 7                              | 7                              | 7                              | 1987.03.31                                               | 2015.03.14          | あいの風とやま鉄道所属 2021年10月18日付廃車 |
| 種車       | クハ451-34                     | モハ470-3                      | クモハ471-3                    | 1987.03.31                                               | 2015.03.14          | あいの風とやま鉄道所属 2021年10月18日付廃車 |
| B08        | 8                              | 8                              | 8                              | クハ412-8：1986.09.25 モハ412-8・クモハ413-8：1988.02.26 | -                   | JR西日本の赤色編成 2021年5月25日付廃車      |
| 種車       | サハ451-2                      | モハ470-15                     | クモハ471-15                   | クハ412-8：1986.09.25 モハ412-8・クモハ413-8：1988.02.26 | -                   | JR西日本の赤色編成 2021年5月25日付廃車      |
| B09        | 9                              | 9                              | 9                              | 1988.08.09                                               | -                   | JR西日本の赤色編成 2022年9月9日付廃車       |
| 種車       | クハ451-35                     | モハ470-4                      | クモハ471-4                    | 1988.08.09                                               | -                   | JR西日本の赤色編成 2022年9月9日付廃車       |
| B10 (AM05) | 10                             | 10                             | 10                             | 1989.11.17                                               | 2015.03.14          | あいの風とやま鉄道所属 日付不明、廃車       |
| 種車       | クハ451-38                     | モハ470-11                     | クモハ471-11                   | 1989.11.17                                               | 2015.03.14          | あいの風とやま鉄道所属 日付不明、廃車       |

| 編成番号  | ← 金沢・妙高高原直江津・七尾 → | ← 金沢・妙高高原直江津・七尾 → | ← 金沢・妙高高原直江津・七尾 → | 松任工場改造                                       | JR西→トキ鉄 | 備考                                                                    |
| 編成番号  | クハ455                        | モハ412                        | クモハ413                      | 落成日                                             | 譲渡日      | 備考                                                                    |
| B04 (W01) | 701                            | 4                              | 4                              | 1986.10.25                                         | 2021.03.15  | クハ455-701はえちごトキめき鉄道W01編成へ編入。他2両は2022年9月9日付廃車 |
| 種車      | サハ455-1                      | モハ470-7                      | クモハ471-7                    | 1986.10.25                                         | 2021.03.15  | クハ455-701はえちごトキめき鉄道W01編成へ編入。他2両は2022年9月9日付廃車 |
| B11       | 702                            | 101                            | 101                            | クハ455：1988.02.26 モハ412・クモハ413：1986.09.25 | -           | JR西日本の赤色編成 2022年9月13日付廃車                                  |
| 種車      | サハ455-6                      | モハ472-1                      | クモハ473-1                    | クハ455：1988.02.26 モハ412・クモハ413：1986.09.25 | -           | JR西日本の赤色編成 2022年9月13日付廃車                                  |

### 九州地区717系編成表
H●（配置基地略号アルファベット）***（車番）の編成番号が付番された。
鹿児島車両センター717系200・900番台編成表
|          | ← 延岡川内 → | ← 延岡川内 → | 717系化改造 | 717系化改造 |
| 編成番号 | クモハ716    | クモハ717    | 施工工場    | 落成日      |
| HK201    | 201          | 201          | 小倉        | 1986.11.06  |
| 種車     | モハ474-4    | クモハ475-4  | 小倉        | 1986.11.06  |
| HK202    | 202          | 202          | 小倉        | 1987.01.23  |
| 種車     | モハ474-7    | クモハ475-7  | 小倉        | 1987.01.23  |
| HK203    | 203          | 203          | 鹿児島      | 1986.12.17  |
| 種車     | モハ474-8    | クモハ475-8  | 鹿児島      | 1986.12.17  |
| HK204    | 204          | 204          | 鹿児島      | 1987.03.31  |
| 種車     | モハ474-39   | クモハ475-39 | 鹿児島      | 1987.03.31  |
| HK205    | 205          | 205          | 鹿児島      | 1987.12.15  |
| 種車     | モハ474-13   | クモハ475-13 | 鹿児島      | 1987.12.15  |
| HK206    | 206          | 206          | 鹿児島      | 1988.02.12  |
| 種車     | モハ474-23   | クモハ475-23 | 鹿児島      | 1988.02.12  |
| HK207    | 207          | 207          | 鹿児島      | 1988.06.28  |
| 種車     | モハ474-28   | クモハ475-28 | 鹿児島      | 1988.06.28  |
| HK901    | 901          | 901          | 鹿児島      | 1995.03.29  |
| 種車     | モハ456-14   | クモハ457-14 | 鹿児島      | 1995.03.29  |

## 保存車
クハ412-6
直江津駅に近接の「直江津D51レールパーク」で保存。観光列車用車両と同様の国鉄急行色となっている。